# الملعب الوطني (كراتشي)
الملعب الوطني هو ملعب متعدد الاستخدام يقع في مدينة كراتشي الباكستانية. غالبا ما تلعب عليه مباريات كريكت. يسع الملعب لجلوس 34،228 متفرج. تم افتتاح الملعب في 21 أبريل 1955.